# عماد متعب
عماد متعب (عربی: عماد متعب؛ زادهٔ ۲۰ فوریهٔ ۱۹۸۳) یک بازیکن فوتبال اهل مصر است.

## باشگاهی
از باشگاه‌هایی که در آن بازی کرده‌است می‌توان به باشگاه ورزشی الاهلی مصر، و باشگاه فوتبال الاتحاد، باشگاه فوتبال استاندارد لیژ اشاره کرد.

## تیم ملی
وی همچنین در تیم‌های ملی زیر 20 سال مصر و بزرگسالان مصر بازی کرده است.